# Список эпизодов телесериала «Безумцы»
Список эпизодов американского драматического телесериала «Безумцы», созданного Мэттью Вайнером, который транслировался на кабельном канале AMC с 19 июля 2007 года по 17 мая 2015 года. В главных ролях снялись Джон Хэмм, Элизабет Мосс, Винсент Картайзер, Дженьюари Джонс, Кристина Хендрикс и Джон Слэттери.
В основе сюжета, разворачивающегося в 1960-е годы, работа вымышленного рекламного агентства «Стерлинг-Купер», расположенного на престижной Медисон-авеню в Нью-Йорке. В центре повествования жизнь его креативного директора Дона Дрейпера (Джон Хэмм) и его коллег. Сотрудники престижного бюро на Мэдисон Авеню в погоне за внешним блеском жизни страдают от внутренней пустоты — и сами называют себя «безумцами».
Действие сериала началось в марте 1960 года, а закончилось в ноябре 1970 года.

## Обзор сезонов
| Сезон | Сезон | Эпизоды | Эпизоды       | Оригинальная дата показа | Оригинальная дата показа |
| Сезон | Сезон | Эпизоды | Эпизоды       | Премьера сезона          | Финал сезона             |
| ----- | ----- | ------- | ------------- | ------------------------ | ------------------------ |
|       | 1     | 13      | 13            | 19 июля 2007             | 18 октября 2007          |
|       | 2     | 13      | 13            | 27 июля 2008             | 26 октября 2008          |
|       | 3     | 13      | 13            | 16 августа 2009          | 8 ноября 2009            |
|       | 4     | 13      | 13            | 25 июля 2010             | 17 октября 2010          |
|       | 5     | 13      | 13            | 25 марта 2012            | 10 июня 2012             |
|       | 6     | 13      | 13            | 7 апреля 2013            | 23 июня 2013             |
|       | 7     | 14      | 7             | 13 апреля 2014           | 25 мая 2014              |
| 7     | 7     | 14      | 5 апреля 2015 | 17 мая 2015              |                          |

## Список серий

### Сезон 1 (2007)
| № общий | № в сезоне | Название                                        | Режиссёр            | Автор сценария                                                     | Дата премьеры    | Зрители в США (млн) |
| --- | ---------- | ----------------------------------------------- | ------------------- | ------------------------------------------------------------------ | ---------------- | ------------------- |
| 1 | 1          | «Дым застилает глаза» «Smoke Gets in Your Eyes» | Алан Тейлор         | Мэттью Вайнер                                                      | 19 июля 2007     | 1,65                |
| Март 1960 года. Дон Дрейпер, высокопоставленный специалист по рекламе в агентстве «Стерлинг-Купер» в Нью-Йорке, изо всех сил пытается найти идеи для рекламной кампании сигарет Lucky Strike; в то же время он пытается справиться со своей запутанной личной жизнью. Пегги Олсон становится новым секретарём Дона, однако с трудом находит общий язык с другими секретарями, особенно с Джоан Холлоуэй. Младший менеджер Пит Кэмпбелл, который вскоре собирается жениться, начинает приставать к Пэгги. |            |                                                 |                     |                                                                    |                  |                     |
| 2 | 2          | «Дамская комната» «Ladies Room»                 | Алан Тейлор         | Мэттью Вайнер                                                      | 26 июля 2007     | 1,04                |
| Дон продолжает скрывать свою всё усложняющуюся личную жизнь, даже несмотря на просьбу Роджера Стерлинга открыться ему. Тем временем Пегги жаждет Пита, который наслаждается медовым месяцем, отбиваясь от посягательств нескольких мужчин в «Стерлинг-Купер». Онемение и дрожь в руках вынуждают Бетти обратиться к психиатру. Дон и Роджер обсуждают предвыборную кампанию Ричарда Никсона на предстоящих президентских выборах.                                                                        |            |                                                 |                     |                                                                    |                  |                     |
| 3 | 3          | «Женитьба Фигаро» «Marriage of Figaro»          | Эд Бьянчи           | Том Палмер                                                         | 2 августа 2007   | 1,07                |
| Пит возвращается из своего медового месяца, довольный своим браком, однако вспоминает прошлую увлечённость, вновь встретившись с Пегги. Деловые отношения Дона с клиенткой Рейчел Менкен перерастают во взаимное влечение. В то же время он и Бетти устраивают вечеринку по случаю дня рождения их дочери Салли. |            |                                                 |                     |                                                                    |                  |                     |
| 4 | 4          | «Новый Амстердам» «New Amsterdam»               | Тим Хантер          | Лиза Альберт                                                       | 9 августа 2007   | 0,85                |
| Действие серии проходит на фоне предвыборной агитации кандидатов в президенты — Джона Кеннеди и Ричарда Никсона. Общество расколото на две части: например, семья Драпперов (рекламное агентство «Стерлинг-Купер») поддерживает Никсона, а их соседи — семья Бишопов (Хелен Бишоп — хозяйка ювелирного магазина) поддерживает Кеннеди. |            |                                                 |                     |                                                                    |                  |                     |
| 5 | 5          | «5G» «5G»                                       | Лесли Линка Глаттер | Мэттью Вайнер                                                      | 16 августа 2007  | N/A                 |
| 6 | 6          | «Вавилон» «Babylon»                             | Эндрю Бернштейн     | Андре Жакеметтон и Мария Жакеметтон                                | 23 августа 2007  | 2,07                |
| 7 | 7          | «Смущённый» «Red in the Face»                   | Тим Хантер          | Бриджет Бедард                                                     | 30 августа 2007  | N/A                 |
| Действие серии происходит на фоне предвыборной гонки Кеннеди и Никсона. «Стерлинг-Купер» начинает переговоры с предвыборным штабом Никсона в Нью-Йорке о рекламной поддержке кандидата в президенты США. |            |                                                 |                     |                                                                    |                  |                     |
| 8 | 8          | «Загадки бродяги» «The Hobo Code»               | Фил Абрахам         | Крис Провензано                                                    | 6 сентября 2007  | N/A                 |
| 9 | 9          | «Охота» «Shoot»                                 | Пол Фиг             | Крис Провензано и Мэттью Вайнер                                    | 13 сентября 2007 | 0,84                |
| «Стерлинг-Купер» решает помочь президентской кампании Никсона, занимаясь скупанием рекламного пространства в неопределившихся штатах. |            |                                                 |                     |                                                                    |                  |                     |
| 10 | 10         | «Длинный уик-энд» «Long Weekend»                | Тим Хантер          | Бриджет Бедард, Андре Жакеметтон, Мария Жакеметтон и Мэттью Вайнер | 27 сентября 2007 | N/A                 |
| Действие серии разворачивается на фоне попыток «Стерлинг-Купер» оказать поддержку агитации в пользу Никсона. |            |                                                 |                     |                                                                    |                  |                     |
| 11 | 11         | «Золотая осень» «Indian Summer»                 | Тим Хантер          | Том Палмер и Мэттью Вайнер                                         | 4 октября 2007   | N/A                 |
| 12 | 12         | «Никсон против Кеннеди» «Nixon vs. Kennedy»     | Алан Тейлор         | Лиза Альберт, Андре Жакеметтон и Мария Жакеметтон                  | 11 октября 2007  | N/A                 |
| Действие серии разворачивается в ноябре 1960 года на фоне президентских выборов, на которых рекламное агентство «Стерлинг Купер» поддерживает Ричарда Никсона, считая, что его победа принесет успех их бизнесу. |            |                                                 |                     |                                                                    |                  |                     |
| 13 | 13         | «Колесо» «The Wheel»                            | Мэттью Вайнер       | Мэттью Вайнер и Робин Вейт                                         | 18 октября 2007  | 0,93                |

### Сезон 2 (2008)
| № общий | № в сезоне | Название                                                  | Режиссёр            | Автор сценария                                                     | Дата премьеры    | Зрители в США (млн) |
| --- | ---------- | --------------------------------------------------------- | ------------------- | ------------------------------------------------------------------ | ---------------- | ------------------- |
| 14 | 1          | «Для тех, кто молод» «For Those Who Think Young»          | Тим Хантер          | Мэттью Вайнер                                                      | 27 июля 2008     | 2,06                |
| Начало второго сезона разворачивается в феврале 1962 года. Рекламное агентство решает обновить свой стиль, взяв пример с нового документального фильма «Экскурсия по Белому дому», а в котором Первая леди Жаклин Кеннеди предстала перед телезрителями в роли экскурсовода. |            |                                                           |                     |                                                                    |                  |                     |
| 15 | 2          | «Рейс 1» «Flight 1»                                       | Эндрю Бернштейн     | Лиза Альберт и Мэттью Вайнер                                       | 3 августа 2008   | 1,33                |
| Действие серии происходит в начале марта 1962 года на фоне крушения авиалайнера Boeing 707 в Нью-Йорке. Авиакатастрофа затронула нескольких сотрудников рекламного агентства, у которых погибли родственники.                                                                |            |                                                           |                     |                                                                    |                  |                     |
| 16 | 3          | «Благодетель» «The Benefactor»                            | Лесли Линка Глаттер | Мэттью Вайнер и Рик Кливленд                                       | 10 августа 2008  | 1,25                |
| 17 | 4          | «Три воскресенья» «Three Sundays»                         | Тим Хантер          | Андре Жакеметтон и Мария Жакеметтон                                | 17 августа 2008  | 1,07                |
| 18 | 5          | «Новенькая» «The New Girl»                                | Дженнифер Гетцингер | Робин Вейт                                                         | 24 августа 2008  | 1,47                |
| 19 | 6          | «Мэйденформ» «Maidenform»                                 | Фил Абрахам         | Мэттью Вайнер                                                      | 31 августа 2008  | 1,46                |
| 20 | 7          | «Золотая скрипка» «The Golden Violin»                     | Эндрю Бернштейн     | Джейн Андерсон, Андре Жакеметтон, Мария Жакеметтон и Мэттью Вайнер | 7 сентября 2008  | 1,67                |
| 21 | 8          | «Запоминающаяся ночь» «A Night to Remember»               | Лесли Линка Глаттер | Робин Вейт и Мэттью Вайнер                                         | 14 сентября 2008 | 1,87                |
| 22 | 9          | «Полгода отсутствия» «Six Month Leave»                    | Майкл Аппендаль     | Андре Жакеметтон, Мария Жакеметтон и Мэттью Вайнер                 | 28 сентября 2008 | 1,60                |
| Действие серии происходит в мае 1962 года на фоне новости о смерти Мэрилин Монро. |            |                                                           |                     |                                                                    |                  |                     |
| 23 | 10         | «Наследство» «The Inheritance»                            | Эндрю Бернштейн     | Лиза Альберт, Марти Ноксон и Мэттью Вайнер                         | 5 октября 2008   | 1,30                |
| 24 | 11         | «Элита» «The Jet Set»                                     | Фил Абрахам         | Мэттью Вайнер                                                      | 12 октября 2008  | 1,50                |
| 25 | 12         | «Горный король» «The Mountain King»                       | Алан Тейлор         | Мэттью Вайнер и Робин Вейт                                         | 19 октября 2008  | 1,40                |
| 26 | 13         | «Размышления во время кризиса» «Meditations in Emergency» | Мэттью Вайнер       | Мэттью Вайнер и Кейтер Гордон                                      | 26 октября 2008  | 1,75                |
| Действие серии проходит в октябре 1962 года на фоне Карибского ракетного кризиса, поставившего весь мир на грань ядерной войны. |            |                                                           |                     |                                                                    |                  |                     |

### Сезон 3 (2009)
| № общий                                                                                     | № в сезоне | Название                                                                   | Режиссёр               | Автор сценария                                     | Дата премьеры    | Зрители в США (млн) |
| ------------------------------------------------------------------------------------------- | ---------- | -------------------------------------------------------------------------- | ---------------------- | -------------------------------------------------- | ---------------- | ------------------- |
| 27                                                                                          | 1          | «За городом» «Out of Town»                                                 | Фил Абрахам            | Мэттью Вайнер                                      | 16 августа 2009  | 2,76                |
| 28                                                                                          | 2          | «Любовь среди руин» «Love Among the Ruins»                                 | Лесли Линка Глаттер    | Кэтрин Хамфрис и Мэттью Вайнер                     | 23 августа 2009  | 1,90                |
| 29                                                                                          | 3          | «Мой старый Кентукки» «My Old Kentucky Home»                               | Дженнифер Гетцингер    | Дави Уоллер и Мэттью Вайнер                        | 30 августа 2009  | 1,61                |
| 30                                                                                          | 4          | «Меры» «The Arrangements»                                                  | Майкл Аппендаль        | Эндрю Колвилл и Мэттью Вайнер                      | 6 сентября 2009  | 1,51                |
| 31                                                                                          | 5          | «Туман» «The Fog»                                                          | Фил Абрахам            | Кейтер Гордон                                      | 13 сентября 2009 | 1,75                |
| 32                                                                                          | 6          | «Парень идёт в рекламное агентство» «Guy Walks Into an Advertising Agency» | Лесли Линка Глаттер    | Робин Вейт и Мэттью Вайнер                         | 20 сентября 2009 | 1,57                |
| 33                                                                                          | 7          | «Семь двадцать три» «Seven Twenty Three»                                   | Дэйзи фон Шерлер Майер | Андре Жакеметтон, Мария Жакеметтон и Мэттью Вайнер | 27 сентября 2009 | 1,73                |
| 34                                                                                          | 8          | «Подарок на память» «Souvenir»                                             | Фил Абрахам            | Лиза Альберт и Мэттью Вайнер                       | 4 октября 2009   | 1,91                |
| 35                                                                                          | 9          | «Первые часы после полуночи» «Wee Small Hours»                             | Скотт Хорнбэкер        | Дави Уоллер и Мэттью Вайнер                        | 11 октября 2009  | 1,53                |
| 36                                                                                          | 10         | «Синий цвет» «The Color Blue»                                              | Майкл Аппендаль        | Катер Гордон и Мэттью Вайнер                       | 18 октября 2009  | 1,61                |
| 37                                                                                          | 11         | «Цыган и бродяга» «The Gypsy and the Hobo»                                 | Дженнифер Гетцингер    | Марти Ноксон, Кэтрин Хамфрис и Мэттью Вайнер       | 25 октября 2009  | 1,72                |
| 38                                                                                          | 12         | «Взрослые» «The Grown-Ups»                                                 | Барбе Шрёдер           | Бретт Джонсон и Мэттью Вайнер                      | 1 ноября 2009    | 1,78                |
| Действие серии происходит на фоне убийства президента США Джона Кеннеди в ноябре 1963 года. |            |                                                                            |                        |                                                    |                  |                     |
| 39                                                                                          | 13         | «Закройте дверь. Садитесь» «Shut the Door. Have a Seat.»                   | Мэттью Вайнер          | Мэттью Вайнер и Эрин Леви                          | 8 ноября 2009    | 2,32                |

### Сезон 4 (2010)
| № общий                                                                                 | № в сезоне | Название                                                               | Режиссёр            | Автор сценария                            | Дата премьеры    | Зрители в США (млн) |
| --------------------------------------------------------------------------------------- | ---------- | ---------------------------------------------------------------------- | ------------------- | ----------------------------------------- | ---------------- | ------------------- |
| 40                                                                                      | 1          | «Связи с общественностью» «Public Relations»                           | Фил Абрахам         | Мэттью Вайнер                             | 25 июля 2010     | 2,92                |
| 41                                                                                      | 2          | «Рождество бывает только раз в году» «Christmas Comes But Once a Year» | Майкл Аппендаль     | Трейси Макмиллан и Мэттью Вайнер          | 1 августа 2010   | 2,47                |
| 42                                                                                      | 3          | «Хорошие новости» «The Good News»                                      | Дженнифер Гетцингер | Фил Абрахам и Мэттью Вайнер               | 8 августа 2010   | 2,22                |
| 43                                                                                      | 4          | «Отклоненный» «The Rejected»                                           | Джон Слэттери       | Кит Хафф и Мэттью Вайнер                  | 15 августа 2010  | 2,05                |
| 44                                                                                      | 5          | «Хризантема и меч» «The Chrysanthemum and the Sword»                   | Лесли Линка Глаттер | Эрин Леви                                 | 22 августа 2010  | 2,19                |
| 45                                                                                      | 6          | «Истории Вальдорфа» «Waldorf Stories»                                  | Скотт Хорнбэкер     | Бретт Джонсон и Мэттью Вайнер             | 29 августа 2010  | 2,04                |
| 46                                                                                      | 7          | «Чемодан» «The Suitcase»                                               | Дженнифер Гетцингер | Мэттью Вайнер                             | 5 сентября 2010  | 2,17                |
| Фоном серии служит второй бой Мохаммеда Али против Сонни Листона в конце мая 1965 года. |            |                                                                        |                     |                                           |                  |                     |
| 47                                                                                      | 8          | «Летний человек» «The Summer Man»                                      | Фил Абрахам         | Лиза Альберт, Джанет Лихи и Мэттью Вайнер | 12 сентября 2010 | 2,31                |
| 48                                                                                      | 9          | «Красотки» «The Beautiful Girls»                                       | Майкл Аппендаль     | Дави Уоллер и Мэттью Вайнер               | 19 сентября 2010 | 2,29                |
| 49                                                                                      | 10         | «Руки и колени» «Hands and Knees»                                      | Линн Шелтон         | Джонатан Абрамс и Мэттью Вайнер           | 26 сентября 2010 | 2,12                |
| 50                                                                                      | 11         | «Китайская стена» «Chinese Wall»                                       | Фил Абрахам         | Эрин Леви                                 | 3 октября 2010   | 2,06                |
| 51                                                                                      | 12         | «Выпуская дым» «Blowing Smoke»                                         | Джон Слэттери       | Андре Жакеметтон и Мария Жакеметтон       | 10 октября 2010  | 2,23                |
| 52                                                                                      | 13         | «Туморроулэнд» «Tomorrowland»                                          | Мэттью Вайнер       | Джонатан Игла и Мэттью Вайнер             | 17 октября 2010  | 2,44                |

### Сезон 5 (2012)
| № общий | № в сезоне | Название                                  | Режиссёр            | Автор сценария                      | Дата премьеры  | Зрители в США (млн) |
| ------- | ---------- | ----------------------------------------- | ------------------- | ----------------------------------- | -------------- | ------------------- |
| 5354    | 12         | «Поцелуй» «A Little Kiss»                 | Дженнифер Гетцингер | Мэттью Вайнер                       | 25 марта 2012  | 3,54                |
| 55      | 3          | «Листья чая» «Tea Leaves»                 | Джон Хэмм           | Эрин Леви и Мэттью Вайнер           | 1 апреля 2012  | 2,94                |
| 56      | 4          | «Тайное свидание» «Mystery Date»          | Мэтт Шекман         | Виктор Левин и Мэттью Вайнер        | 8 апреля 2012  | 2,75                |
| 57      | 5          | «Сигнал 30» «Signal 30»                   | Джон Слэттери       | Фрэнк Пирсон и Мэттью Вайнер        | 15 апреля 2012 | 2,69                |
| 58      | 6          | «Далёкие места» «Far Away Places»         | Скотт Хорнбэкер     | Семи Челлас и Мэттью Вайнер         | 22 апреля 2012 | 2,66                |
| 59      | 7          | «На бал трески» «At the Codfish Ball»     | Майкл Аппендаль     | Джонатан Игла                       | 29 апреля 2012 | 2,31                |
| 60      | 8          | «Леди Лазарь» «Lady Lazarus»              | Фил Абрахам         | Мэттью Вайнер                       | 6 мая 2012     | 2,29                |
| 61      | 9          | «Мрачные тени» «Dark Shadows»             | Скотт Хорнбэкер     | Эрин Леви                           | 13 мая 2012    | 2,13                |
| 62      | 10         | «Рождественский вальс» «Christmas Waltz»  | Майкл Аппендаль     | Виктор Левин и Мэттью Вайнер        | 20 мая 2012    | 1,92                |
| 63      | 11         | «Другая женщина» «The Other Woman»        | Фил Абрахам         | Семи Челлас и Мэттью Вайнер         | 27 мая 2012    | 2,07                |
| 64      | 12         | «Комиссии и сборы» «Commissions and Fees» | Кристофер Мэнли     | Андре Жакеметтон и Мария Жакеметтон | 3 июня 2012    | 2,41                |
| 65      | 13         | «Фантом» «The Phantom»                    | Мэттью Вайнер       | Джонатан Игла и Мэттью Вайнер       | 10 июня 2012   | 2,70                |

### Сезон 6 (2013)
| № общий | № в сезоне | Название                                         | Режиссёр            | Автор сценария                      | Дата премьеры  | Зрители в США (млн) |
| --- | ---------- | ------------------------------------------------ | ------------------- | ----------------------------------- | -------------- | ------------------- |
| 6667 | 12         | «Выход» «The Doorway»                            | Скотт Хорнбэкер     | Мэттью Вайнер                       | 7 апреля 2013  | 3,37                |
| 68 | 3          | «Соавторы» «Collaborators»                       | Джон Хэмм           | Джонатан Игла и Мэттью Вайнер       | 14 апреля 2013 | 2,66                |
| 69 | 4          | «Иметь и держаться» «To Have and to Hold»        | Майкл Аппендаль     | Эрин Леви                           | 21 апреля 2013 | 2,40                |
| 70 | 5          | «Великий потоп» «The Flood»                      | Кристофер Мэнли     | Том Сматс и Мэттью Вайнер           | 28 апреля 2013 | 2,38                |
| Действие серии происходит в начале апреля 1968 года на фоне новости об убийстве Мартина Лютера Кинга.                                     |            |                                                  |                     |                                     |                |                     |
| 71 | 6          | «Для срочной публикации» «For Immediate Release» | Дженнифер Гетцингер | Мэттью Вайнер                       | 5 мая 2013     | 2,45                |
| 72 | 7          | «Человек с планом» «Man with a Plan»             | Джон Слэттери       | Семи Челлас и Мэттью Вайнер         | 12 мая 2013    | 2,36                |
| Действие серии проходит в начале июня 1968 года на фоне победы Роберта Кеннеди на праймериз в Калифорнии и новости о его убийстве.        |            |                                                  |                     |                                     |                |                     |
| 73 | 8          | «Крах» «The Crash»                               | Майкл Аппендаль     | Джейсон Гроут и Мэттью Вайнер       | 19 мая 2013    | 2,16                |
| 74 | 9          | «Лучшая половина» «The Better Half»              | Фил Абрахам         | Эрин Леви и Мэттью Вайнер           | 26 мая 2013    | 1,88                |
| 75 | 10         | «Повесть о двух городах» «A Tale of Two Cities»  | Джон Слэттери       | Джанет Лихи и Мэттью Вайнер         | 2 июня 2013    | 2,45                |
| Действие серии проходит на фоне Национального съезда Демократической партии в Чикаго и беспорядков хиппи вокруг него в августе 1968 года. |            |                                                  |                     |                                     |                |                     |
| 76 | 11         | «Сувениры» «Favors»                              | Дженнифер Гетцингер | Семи Челлас и Мэттью Вайнер         | 9 июня 2013    | 2,17                |
| 77 | 12         | «Качество милосердия» «The Quality of Mercy»     | Фил Абрахам         | Андре Жакеметтон и Мария Жакеметтон | 16 июня 2013   | 2,06                |
| 78 | 13         | «На попечении» «In Care Of»                      | Мэттью Вайнер       | Карли Рэй и Мэттью Вайнер           | 23 июня 2013   | 2,69                |

### Сезон 7 (2014–15)
| № общий | № в сезоне | Название                                           | Режиссёр            | Автор сценария                  | Дата премьеры  | Зрители в США (млн) |
| ------- | ---------- | -------------------------------------------------- | ------------------- | ------------------------------- | -------------- | ------------------- |
| 79      | 1          | «Часовые пояса» «Time Zones»                       | Скотт Хорнбэкер     | Мэттью Вайнер                   | 13 апреля 2014 | 2,27                |
| 80      | 2          | «Рабочий день» «A Day's Work»                      | Майкл Аппендаль     | Джонатан Игла и Мэттью Вайнер   | 20 апреля 2014 | 1,89                |
| 81      | 3          | «Экскурсия» «Field Trip»                           | Кристофер Мэнли     | Хэзер Юнг Бладт и Мэттью Вайнер | 27 апреля 2014 | 2,02                |
| 82      | 4          | «Монолит» «The Monolith»                           | Скотт Хорнбэкер     | Эрин Леви                       | 4 мая 2014     | 2,14                |
| 83      | 5          | «Беглецы» «The Runaways»                           | Кристофер Мэнли     | Дэвид Исерсон и Мэттью Вайнер   | 11 мая 2014    | 1,86                |
| 84      | 6          | «Стратегия» «The Strategy»                         | Фил Абрахам         | Семи Челлас                     | 18 мая 2014    | 1,93                |
| 85      | 7          | «Ватерлоо» «Waterloo»                              | Мэттью Вайнер       | Карли Рэй и Мэттью Вайнер       | 25 мая 2014    | 1,94                |
| 86      | 8          | «Разрыв» «Severance»                               | Скотт Хорнбэкер     | Мэттью Вайнер                   | 5 апреля 2015  | 2,27                |
| 87      | 9          | «Новый бизнес» «New Business»                      | Майкл Аппендаль     | Том Сматс и Мэттью Вайнер       | 12 апреля 2015 | 1,97                |
| 88      | 10         | «Предсказание» «The Forecast»                      | Дженнифер Гетцингер | Джонатан Игла и Мэттью Вайнер   | 19 апреля 2015 | 1,87                |
| 89      | 11         | «Время и жизнь» «Time & Life»                      | Джаред Харрис       | Эрин Леви и Мэттью Вайнер       | 26 апреля 2015 | 1,77                |
| 90      | 12         | «Потерянный горизонт» «Lost Horizon»               | Фил Абрахам         | Семи Челлас и Мэттью Вайнер     | 3 мая 2015     | 1,79                |
| 91      | 13         | «Путь, усеянный розами» «The Milk and Honey Route» | Мэттью Вайнер       | Карли Рэй и Мэттью Вайнер       | 10 мая 2015    | 1,87                |
| 92      | 14         | «Лицом к лицу» «Person to Person»                  | Мэттью Вайнер       | Мэттью Вайнер                   | 17 мая 2015    | 3,29                |